# Prisciliano Silva
Prisciliano Atanagildo Isidoro Rodrigues da Silva mais conhecido como Presciliano Silva (Salvador, 17 de maio de 1883 — Rio de Janeiro, 7 de agosto de 1965) foi um pintor brasileiro. Algumas de suas obras estão expostas no Museu de Arte da Bahia‎.

## Biografia
Era Presciliano o primeiro filho das segundas núpcias de Possidônio Izidoro da Silva e de Clotilde Rodrigues da Silva, que foi sua grande incentivadora; a mãe o matricula, já aos 13 anos, na Escola de Belas Artes e desde então frequenta aulas particulares no Liceu de Artes e Ofícios, com o professor Manoel Lopes Rodrigues.
O mestre apoia sua ida a Paris, em 1903, onde sofre preconceito e experimenta o sofrimento causado pelos ruídos e surdez de uma esclerose nos tímpanos. Fica em França até 1906, quando retorna à Bahia e tem resposta favorável aos seus trabalhos, o que, com incentivo de amigos como Olegário Mariano, o motiva a expor no Rio de Janeiro.
Em 1912 vence as resistências e consegue expor em Paris, no Salão Oficial, o quadro que retrata Mme. Le Clinche. Com o início da I Guerra Mundial volta à cidade natal, onde estabelece seu ateliê, no ano seguinte.
Na cidade leciona na Escola de Aprendizes e Artífices. Em 1920 tem de Ruy Barbosa as mais elogiosas palavras: "...o meu instinto, minha intuição, algum gosto que terei, talvez, e o meu hábito de ver obras de mestres, me indicam em Presciliano Silva um pintor de extraordinário merecimento e futuro."
Ingressa como docente, em 1928, na Escola de Belas Artes da Bahia, onde mais tarde seria diretor e professor emérito. Foi Mestre de outro grande nome da pintura brasileira: José Lima, o "Pintor das Igrejas".
Em 1930 realiza seu maior trabalho, retratando o 2 de julho de 1823, data que marca o fim da guerra pela Independência da Bahia, intitulada Entrada do Exército Libertador.
O artista continua pintando até sua morte, em 1965, tendo seu trabalho sido consagrado por diversas exposições e prêmios. Era casado com Alice Moniz Silva, com quem teve uma única filha, Maria da Conceição.